# رشيوني أوتشيدا
رشيوني أوتشيدا (باليابانية: 内田 錬平) (مواليد 26 أبريل 1991)، هو لاعب كرة قدم ياباني سابق كان يلعب كمدافع.

## وصلات خارجية
- رشيوني أوتشيدا على موقع رابطة كرة القدم اليابانية للمحترفين (اليابانية)
- رشيوني أوتشيدا على موقع قاعدة بيانات كرة القدم.إي يو (الإنجليزية)
- رشيوني أوتشيدا على موقع Soccerway.com (الإنجليزية)